# أندريه إيزيدور كاري
أندريه إيزيدور كاري (بالفرنسية: André Isidore Carey)‏ هو مصمم رقص سويدي وفرنسي، (ولد في باريس في فرنسا 1799 – 1867 م).